# Bitwa pod Castra Vetera
Bitwa pod Castra Vetera – starcie zbrojne, które miało miejsce w roku 70 n.e. 
W roku 70 n.e. armia rzymska w sile 50 000 ludzi pod dowództwem Kwintusa Cerialisa podjęła marsz w górę Renu, wypierając powstańców germańskich z tych terenów. Po dotarciu do Castra Vetera (Castra Vetus) (obecnie Xanten), Rzymianie rozbili obóz w pobliżu fortecy wybudowanej przez przywódcę rebeliantów Cywilisa. Forteca germanów znajdowała się na zgliszczach obozu rzymskiego, w miejscu gdzie miesiąc wcześniej Germanie dokonali masakry 4000 Rzymian. Rankiem następnego dnia Rzymianie opuścili obóz, kierując się w stronę pobliskiego wzgórza, gdzie zamierzali stoczyć bitwę z Batawami. Z drugiej strony mokradeł ustawiły się siły Cywilisa, składające się z plemion Batawów, Gurgernów, Kanafatów, Fryzów, Trewerów, Tenkterów i Brukterów. Cerialis ustawił swoje wojska w dwóch rzędach, w pierwszej linii stanęła piechota pomocnicza i jazda na skrzydłach, z tyłu za nimi zajęły miejsce legiony. Kilka kohort zostawił w obwodzie. 
Bitwa rozpoczęła się ostrzałem miotaczy pocisków i procarzy germańskich, które nie przyniosły Rzymianom większych szkód. Następnie główne siły germańskie, uzbrojone w 4-metrowe włócznie ruszyły do natarcia, próbując przebić się przez pierwszą linię Rzymian. Równocześnie nastąpił atak jazdy Brukterów, którzy przekraczając Ren po wcześniej wybudowanej tamie uderzyli na oddziały pomocnicze Rzymian. Z pomocą tym ostatnim przybyły wkrótce dwa legiony wysłane pośpiesznie przez Cerialisa, które po ciężkiej walce zmiotły atakującego przeciwnika, zmuszając większość jego sił do odwrotu. Po kilku godzinach walki, żadna ze stron nie odniosła sukcesu. Wówczas to dzięki informacjom jednego z dezerterów batawskich, Cerialis poznał dogodne miejsce do przeprawy na tyły przeciwnika. Wydzielił wówczas 240 Singularów (Germanów z oddziałów pomocniczych pod wodzą Gajusza Mincjusza), którzy przedostając się przez mokradła na tyły Gurgernów, uderzyli na nich z prawej flanki. Atak zakończył się sukcesem a szyk Germanów został przełamany. W tym momencie główne siły rzymskie z drugiej linii przypuściły frontalny atak. Pod naporem legionistów rozbici Germanie cofnęli się w stronę rzeki. Wykorzystując nadchodzącą ulewę i zapadające ciemności, większość pozostałych przy życiu Germanów opuściła pole bitwy uciekając za Ren. Cerialis nie kontynuował pościgu, dając swoim ludziom rozkaz do powrotu do obozu. W wyniku bitwy pod Castra Vetera główne siły powstańcze zostały poważnie osłabione. Nie niepokojone wojska Cerialisa wycofały się już bez przeszkód do Moguncji.